# Grande Prêmio da Catalunha de 2016 (MotoGP)
O Grande Prêmio da MotoGP da Catalunha de 2016 ocorreu em 05 de junho.

## Resultados

### Classificação MotoGP
| Pos | Piloto           | Equipe                        | Moto    | Tempo     | Pontos |
| --- | ---------------- | ----------------------------- | ------- | --------- | ------ |
| 1   | Valentino Rossi  | Movistar Yamaha MotoGP        | Yamaha  | 44'37.589 | 25     |
| 2   | Marc Marquez     | Repsol Honda Team             | Honda   | +2.652    | 20     |
| 3   | Dani Pedrosa     | Repsol Honda Team             | Honda   | +6.313    | 16     |
| 4   | Maverick Viñales | Team SUZUKI ECSTAR            | Suzuki  | +24.388   | 13     |
| 5   | Pol Espargaro    | Monster Yamaha Tech 3         | Yamaha  | +29.546   | 11     |
| 6   | Cal Crutchlow    | LCR Honda                     | Honda   | +36.244   | 10     |
| 7   | Andrea Dovizioso | Ducati Team                   | Ducati  | +41.464   | 9      |
| 8   | Alvaro Bautista  | Aprilia Racing Team Gresini   | Aprilia | +42.975   | 8      |
| 9   | Danilo Petrucci  | OCTO Pramac Yakhnich          | Ducati  | +45.337   | 7      |
| 10  | Jack Miller      | Estrella Galicia 0,0 Marc VDS | Honda   | +49.514   | 6      |
| 11  | Hector Barbera   | Avintia Racing                | Ducati  | +46.669   | 5      |
| 12  | Stefan Bradl     | Aprilia Racing Team Gresini   | Aprilia | +55.133   | 4      |
| 13  | Eugene Laverty   | Aspar Team MotoGP             | Ducati  | +57.974   | 3      |
| 14  | Tito Rabat       | Estrella Galicia 0,0 Marc VDS | Honda   | +1'00.141 | 2      |
| 15  | Michele Pirro    | Avintia Racing                | Ducati  | +1'00.429 | 1      |
| 16  | Scott Redding    | OCTO Pramac Yakhnich          | Ducati  | +1'16.269 | 0      |
| 17  | Yonny Hernandez  | Aspar Team MotoGP             | Ducati  | 1 volta   | 0      |

### Classificação Moto2
| Pos | Piloto              | Equipe                        | Moto     | Tempo     | Pontos |
| --- | ------------------- | ----------------------------- | -------- | --------- | ------ |
| 1   | Johann Zarco        | Ajo Motorsport                | Kalex    | 42'31.347 | 25     |
| 2   | Alex Rins           | Paginas Amarillas HP 40       | Kalex    | +4.180    | 20     |
| 3   | Takaaki Nakagami    | IDEMITSU Honda Team Asia      | Kalex    | +9.313    | 16     |
| 4   | Hafizh Syahrin      | Petronas Raceline Malaysia    | Kalex    | +10.777   | 13     |
| 5   | Thomas Luthi        | Garage Plus Interwetten       | Kalex    | +10.961   | 11     |
| 6   | Sam Lowes           | Federal Oil Gresini Moto2     | Kalex    | +13.000   | 10     |
| 7   | Jonas Folger        | Dynavolt Intact GP            | Kalex    | +17.046   | 9      |
| 8   | Miguel Oliveira     | Leopard Racing                | Kalex    | +20.637   | 8      |
| 9   | Axel Pons           | AGR Team                      | Kalex    | +20.646   | 7      |
| 10  | Marcel Schrotter    | AGR Team                      | Kalex    | +23.163   | 6      |
| 11  | Franco Morbidelli   | Estrella Galicia 0,0 Marc VDS | Kalex    | +28.145   | 5      |
| 12  | Mattia Pasini       | Italtrans Racing Team         | Kalex    | +28.348   | 4      |
| 13  | Julian Simon        | QMMF Racing Team              | Speed Up | +34.482   | 3      |
| 14  | Lorenzo Baldassarri | Forward Team                  | Kalex    | +37.567   | 2      |
| 15  | Remy Gardner        | Tasca Racing Scuderia Moto2   | Kalex    | +42.998   | 1      |
| 16  | Isaac Viñales       | Tech 3 Racing                 | Tech 3   | +44.632   | 0      |
| 17  | Edgar Pons          | Paginas Amarillas HP 40       | Kalex    | +48.536   | 0      |
| 18  | Alex Marquez        | Estrella Galicia 0,0 Marc VDS | Kalex    | +51.046   | 0      |
| 19  | Ramdan Rosli        | Petronas AHM Malaysia         | Kalex    | +1'22.466 | 0      |
| 20  | Xavi Vierge         | Tech 3 Racing                 | Tech 3   | +1'25.462 | 0      |
| 21  | Robin Mulhauser     | CarXpert Interwetten          | Kalex    | 1 volta   | 0      |

### Classificação Moto3
| Pos | Piloto                | Equipe                   | Moto     | Tempo     | Pontos |
| --- | --------------------- | ------------------------ | -------- | --------- | ------ |
| 1   | Jorge Navarro         | Estrella Galicia 0,0     | Honda    | 42'18.228 | 25     |
| 2   | Brad Binder           | Red Bull KTM Ajo         | KTM      | +0.564    | 20     |
| 3   | Enea Bastianini       | Gresini Racing Moto3     | Honda    | +0.817    | 16     |
| 4   | Romano Fenati         | SKY Racing Team VR46     | KTM      | +0.925    | 13     |
| 5   | Nicolo Bulega         | SKY Racing Team VR46     | KTM      | +1.531    | 11     |
| 6   | Aron Canet            | Estrella Galicia 0,0     | Honda    | +1.581    | 10     |
| 7   | Fabio Quartararo      | Leopard Racing           | KTM      | +13.605   | 9      |
| 8   | Joan Mir              | Leopard Racing           | KTM      | +13.672   | 8      |
| 9   | Fabio Di Giannantonio | Gresini Racing Moto3     | Honda    | +13.753   | 7      |
| 10  | Jakub Kornfeil        | Drive M7 SIC Racing Team | Honda    | +14.814   | 6      |
| 11  | Bo Bendsneyder        | Red Bull KTM Ajo         | KTM      | +14.840   | 5      |
| 12  | Darryn Binder         | Platinum Bay Real Estate | Mahindra | +29.860   | 4      |
| 13  | Juanfran Guevara      | RBA Racing Team          | KTM      | +32.006   | 3      |
| 14  | Tatsuki Suzuki        | CIP-Unicom Starker       | Mahindra | +33.305   | 2      |
| 15  | John Mcphee           | Peugeot MC Saxoprint     | Peugeot  | +33.766   | 1      |
| 16  | Livio Loi             | RW Racing GP BV          | Honda    | +34.986   | 0      |
| 17  | Philipp Oettl         | Schedl GP Racing         | KTM      | +36.384   | 0      |
| 18  | Andrea Migno          | SKY Racing Team VR46     | KTM      | +41.731   | 0      |
| 19  | Andrea Locatelli      | Leopard Racing           | KTM      | +42.985   | 0      |
| 20  | Niccolò Antonelli     | Ongetta-Rivacold         | Honda    | +59.035   | 0      |
| 21  | Fabio Spiranelli      | CIP-Unicom Starker       | Mahindra | +1'29.713 | 0      |
| 22  | Lorenzo Petrarca      | 3570 Team Italia         | Mahindra | +1'30.640 | 0      |